# U-452
Unterseeboot 452 foi um submarino alemão do Tipo VIIC, pertencente a Kriegsmarine que atuou durante a Segunda Guerra Mundial.
O U-452 esteve em operação no ano de 1941, realizando uma patrulha de guerra, na qual não afundou nenhuma embarcação aliada.
Foi afundado por cargas de profundidade lançadas pelos HMS Vascama e por uma aeronave Catalina no mar do Norte  no dia 25 de agosto de 1941, causando a morte de todos os 42 tripulantes.

## Comandantes
| Comandante          | Data                                      |
| ------------------- | ----------------------------------------- |
| Kptlt. Jürgen March | 29 de maio de 1941 - 25 de agosto de 1941 |

## Subordinação
Durante o seu tempo de serviço, esteve subordinado às seguintes flotilhas:
| Período                                    | Flotilha                                  |
| ------------------------------------------ | ----------------------------------------- |
| 29 de maio de 1941 - 1 de agosto de 1941   | 3. Unterseebootsflottille (treinamento)   |
| 1 de agosto de 1941 - 25 de agosto de 1941 | 3. Unterseebootsflottille (serviço ativo) |

## Coordenadas
1. ↑  em posição 61° 30' N 15° 30' O